# Змусьте танцювати мерця
Змусьте танцювати мерця (англ. Make the corpse walk, досл. «Змусьте труп ходити») – роман Джеймса Гедлі Чейза, вперше опублікований 1946 року під псевдонімом Marshall R..

## Сюжет
Сформовано на надії методом Вуду оживити мерця. Місце дій — Лондон.

## Персонажі
Адамс Джеррі — сержант-детектив 279-3,4
Батч (Майк {Мікі} Еган,—справжнє ім'я) — 165-25н
Вайдеман Кестер — міліонер 169-3, банкір зі світовим іменем 175-6н, 240-6н
Великий Том — прислуга Ролло 171-6н
Вітбі Тед — власник ательє 293-1н
Гілрой — негр, гравець на ударних інструментах в джазі клубу «Золота лілія» 165-12,11н
Джос Краффорд— шофер Вайдемана Кестера 181-1_3, 235-12н
Дюпон — псевдо Кестера при першому візиті до Ролло 155-21н
Еджелі — лікар Вайдемана Кестера 302-21н
Корнеліус Вайдеман — брат Кестера 181-13, покійник, якого хочуть оживити
Мартін — лікар 171-9н
Марч Коен — сутенер 198-2,1н
Ролло — власник клубу «Золота лілія» 148
Селія — креолка 153-22
Сміт Сендрік — власник здаваємих приміщень 192-10,12
Сьюзен Хеддер — безробітна, найнята Джосом інформаторка 158-5н
Фресбі Джек — власник агентства 195-3

## Видання
В т.12 Зібрання в 32 томах.— Мінськ, «Ерідан», 1993 р. (рос.), с.143—306, в томі 480 с..ISBN 5-85872-130-3

## Тексти в інтернеті
- https://knijky.ru [Архівовано 4 червня 2022 у Wayback Machine.]
- https://loveread.ec [Архівовано 6 червня 2022 у Wayback Machine.]